# Orivesi (lago)
L'Orivesi è un lago della Finlandia situato nella regione della Carelia Settentrionale. Con una superficie di 601 km² è il 7° lago del Paese per estensione.
L'Orivesi è uno dei maggiori bacini che compongono il lago Saimaa. A sua volta è formato da diversi bacini tra cui il Pyhäselkä, a nord-est, e il Paasselkä, a sud-ovest, formatosi in un cratere da impatto risalente al Triassico.
Le diverse parti del bacino sono collegate tramite i tipici sound; uno di questi canali nei pressi di Savonranta collega l'Orivesi con il Haukivesi.